# Рани средњи век
Према степену развоја средњи век се дели на рани средњи век (рани феудализам, 5 — 11. век) и позни средњи век (позни феудализам, 12. век). Привреда у раном средњем веку била је затворена натурална, што значи да све што се производило на феуду, ту и остаје, за становнике једног феуда.
Друштво средњег века дели се на: 
- сељаштво — слободни сељаци и зависни сељаци који су се другачије звали кметови
- свештенство — црквене старешине, свештеници, монаси (калуђери)
- феудалци — крупни феудалци (велможе), ситни феудалци (ритери-витезови)
- грађанство — занатлије и трговци

Један феудални посед садржао је замак феудалца, цркву, воденицу, рибњак, шуме и ловишта, обрадива поља, село кметова, поља кметова. Вазални односи су односи између владара, крупног и ситног феудалца. Засновани су на заштити, поверењу и оданости, а функционисали су на следећи начин: владар је племићима био господар, даровао им је земљишне поседе, а за узврат добијао оданост, савете и оружје за војску. Тако су функционисали и крупни феудалци са ситнијом властелом.

## Уметност раног средњег века
Под уметношћу раног средњег века подразумевају се уметнички правци који се јављају у средњовековној уметности од 5. до 11. века и ту углавном имамо појаву меровеншке уметности, каролиншке уметности у Француској, коју је наследила уметност отонска уметност, када се тежиште збивања сели у Немачку.
Рани средњи век представља синтезу античке уметности и новога схватања и својим садржајем она се везује за сакралне теме и схватања, традиције и тематике, јер у то доба доминира фактор црква, а схоластика је владајућа идеологија. Сликарство се усредсређује на илуминирање рукописа.